# Waleed Hamzah
Waleed Hamzah Rasoul Al-Bloushi (17 giugno 1982) è un ex calciatore qatariota, di ruolo attaccante.

## Carriera

### Club
Ha sempre giocato nel campionato qatariota.

### Nazionale
Con la maglia della nazionale ha partecipato alla Coppa d'Asia nel 2000 e nel 2004.